# Синоп (аэропорт)
Синоп (ИАТА: NOP, ИКАО: LTCM) — гражданский аэропорт Синопа, расположенный в 8 километрах от него по шоссе D-010 на черноморском побережье Турции. Имеет одну взлётно-посадочную полосу с бетонным покрытием, рядом с которой в 1993 году было построено здание аэровокзала. Изначально код аэропорта ИАТА был SIC, но в 2012 году сменился на NOP.
В период Холодной войны на аэродроме располагалась авиационная база блока НАТО, на которой базировалась разведывательная авиация американских ВВС.
Примечательно также, что в период Холодной войны на Синопском аэродроме по меньшей мере 4 раза садились советские авиалайнеры:
- 15 октября 1970 года — Ан-24Б борт СССР-46256, угнанный отцом и сыном Бразинскасами (подробнее…).
- 27 октября 1970 года — Лет Л-200А «Морава» борт СССР-34401, угнанный двумя двоюродными братьями Николаем Гилевым и Виталием Поздеевым (подробнее…).
- 13 ноября 1970 года — Ил-14П борт СССР-41867, доставивший пилота и инженера для перегонки предыдущего самолёта.
- 7 ноября 1982 года — Ан-24Б борт СССР-47786, угнанный тремя братьями: родные Виталий и Борис Шмидт и двоюродный Артур Шуллер (подробнее…).

Данные из запроса в Викиданные.

## Авиакомпании и направления
| Авиакомпания      | Направление             |
| ----------------- | ----------------------- |
| Türk Hava Yolları | Стамбул — Ататюрк       |
| Borajet           | Стамбул — Сабиха Гёкчен |